# Michael Wulf
Michael Wulf (* 11. Februar 1959 in Hamburg) ist ein deutscher Journalist und Chefredakteur von RTL.

## Leben
Nach seinem BWL-Studium begann er ein Volontariat bei der Bild-Zeitung. Später wechselte er als Redakteur zu RTL. Dort wurde er Chef vom Dienst der Nachrichtensendung RTL aktuell. Von 2004 an war er Geschäftsführender Chefredakteur des Kölner Privatsenders. Seit 2014 ist er als Nachfolger von Peter Kloeppel Chefredakteur. Von Dezember 2007 bis Februar 2021 war er Geschäftsführer der „infoNetwork GmbH“, einem Tochterunternehmen der Mediengruppe RTL Deutschland.